# Rainsburg (Pennsylvanie)
Rainsburg est un borough situé au centre du comté de Bedford, en Pennsylvanie, aux États-Unis,. En 2010, il comptait une population de 133 habitants. Il est incorporé le 17 novembre 1856.

## Démographie
Lors du recensement de 2010, le borough comptait une population de 133 habitants. Elle est estimée, le 1er juillet 2019, à 130 habitants.

### Source de la traduction
- (en) Cet article est partiellement ou en totalité issu de l’article de Wikipédia en anglais intitulé « Rainsburg, Pennsylvania » (voir la liste des auteurs).